# Histoire économique
Pour le déroulement historique des faits économiques, voir Histoire de l'économie. Pour l'histoire de l'économie comme discipline, voir Histoire de la pensée économique.
L'étude de l'histoire économique consiste à examiner le passé à travers le prisme des méthodes issues de l'économie, en mettant en lumière les phénomènes économiques. Cette recherche combine des approches historiques et statistiques, appliquant la théorie économique à des contextes et des institutions historiques variés. Le champ d'étude englobe divers sujets tels que l'égalité, la finance, la technologie, le travail et les affaires. L'accent est mis sur la contextualisation historique de l'économie en la considérant comme une entité dynamique, visant à analyser sa structure et sa conception tout en offrant des perspectives sur son évolution.

## Naissance et développement de l'histoire économique

### Origines
La protohistoire économique existe déjà au XVIIe siècle. Cependant, elle n’émerge comme discipline académique qu’à la fin du XIXe et au début du XXe siècle. Elle apparaît en Allemagne notamment grâce à Friedrich List, Bruno Hildebrand, Karl Knies, Wilhelm Roscher, Carl Menger. Cette discipline se répand, dans un premier temps, en Grande-Bretagne où on préfère parler d’économie politique et ensuite aux États-Unis après 1880. Son nom  évolue en « histoire économique » et elle est considérée comme une science sociale. La première chaire d’histoire économique est créée à Harvard en 1892 par William Ashley (en).
Selon certains historiens, l’histoire économique proclame la relativité de toute théorie économique, la prépondérance de l’étude historique pour les problèmes économiques ainsi que l’utilisation de lois économiques. En effet, il faut garder en mémoire que les premiers historiens de l’économie ont travaillé dans le secteur économique ou ont été professeurs d’économie. Par la suite, historiens et économistes se séparent dans le but de créer, dès 1892, une méthodologie propre à l’histoire économique basée sur la quantification.

### Développement en fonction des zones géographiques et conflits méthodologiques

#### Premières oppositions en Allemagne
En Allemagne, comme aux États-Unis, l’histoire économique est, à ses débuts, fortement liée à la construction de l’État-nation et donc de l’identité nationale.
En 1883, surgit un des premiers conflits méthodologiques : Gustav Schmoller estime qu’une théorie économique n’est valide que si elle se base sur une analyse historique de la société. Il rejette ainsi les théories économiques pures et s’oppose aux idées de Carl Menger qui considère que l’on peut connaitre la valeur d’un bien économique en se basant sur le “comportement économique” des individus. En cela, s’opposent l'induction caractéristique de la méthode historique et la déduction propre à la méthode économique à partir de modèles théoriques.
En 1893, plusieurs revues économiques voient le jour, notamment la Vierteljahrschrift für Sozial- und Wirtschaftsgeschichte, dont le comité de rédaction était international.

#### Évolution en Grande-Bretagne
En Grande-Bretagne, on utilise, dans un premier temps, le terme économie politique plutôt qu’histoire économique. À la suite des grands problèmes des années 1920, en particulier ceux posés par la crise de 1929, les théories basées sur des évidences empiriques sont progressivement abandonnées au profit d’une histoire “à part entière”, prenant en compte une pluralité de facteurs et s’éloignant ainsi de l’économie elle-même.
Des  revues apparaissent : l’Economic Journal en 1926 et l’ Economic History Review en 1927.
À la fin des années 1930, on observe une séparation entre la microéconomie et la macroéconomie. Dès la fin de la deuxième guerre mondiale, l’économie politique abandonne l’aspect humain de son étude pour se concentrer sur l’économie en tant que telle. Dans les années 1950, les étudiants anglais cherchent à lire les ouvrages en langues étrangères afin d’élargir leurs connaissances.

#### Évolution en France
Les plus grands représentants français de l’histoire économique sont Ernest Labrousse (1895-1988) et Fernand Braudel (1902-1985). Labrousse ne fait pas de l’histoire économique pure, mais bien une économie sociale, à savoir une histoire sociale des faits économiques. Il analyse la transition entre ce qu’il qualifie d’économie d’ancien type et l’économie contemporaine. Il travaille essentiellement sur la période moderne et peu sur la période contemporaine. Son influence ne s’étend donc pas sur toutes les périodes de l’histoire. Seule la revue des Annales, fondée en 1929, se consacre, en grande partie, à l’histoire économique. Notons toutefois que la revue des Annales (d’histoire économique et sociale) n’est pas la seule à voir le jour en France au début du XXe siècle. À titre d’exemple : la Revue de doctrines économiques et sociales est fondée en 1908 par Auguste Dubois et Auguste Deschamps; elle prendra le nom de Revue d’histoire économique et sociale en 1913.
Fin des années 1960, certains historiens, tel Jean Bouvier, estiment que l’histoire économique connait une certaine perte d’hégémonie au profit d’autres branches concurrentes de l’Histoire comme l’histoire sociale. Celle-ci est liée, à la base, à l’histoire économique avant de s’en émanciper dans les années 1960.
De plus, l’histoire économique française doit faire face à l’expansion de la cliométrie dans le monde anglo-saxon. Les Français n’y adhèrent pas, invoquant le manque de critique historique et l’utilisation d’analyses contrefactuelles. Jean-Claude Daumas explique ce rejet par l’insuffisance de formation économique et mathématique chez les historiens français.

#### «Nouvelle» histoire économique ou «cliométrie»
À la suite des événements liés à la crise de 1929, se développe, aux États-Unis, la nouvelle histoire économique ou cliométrie dont le but inavoué est de créer une narration du passé qui soit en accord avec l’économie néolibérale. Elle cherche à contribuer aux progrès des théories économiques en lien avec les statistiques et les mathématiques et se définit elle-même comme une science qui étudie des faits économiques du passé grâce à des modèles explicites testés de façon rigoureuse.
L’Europe, particulièrement la France, est restée très longtemps frileuse face à la cliométrie. Cette branche ne peut être comprise qu’en prenant en compte le contexte intellectuel et culturel des États-Unis de l’époque. La cliométrie utilise, de préférence, la déduction économique plutôt que l’induction historique et recourt aux statistiques et aux mathématiques qu’elle combine à quelques indices historiques pour défendre des théories économiques. Cette idée trouve sa source dans l’histoire contrefactuelle qui construit des modèles imaginaires pour expliquer certains faits, comme Robert Fogel l’exprime dans son œuvre Railroads and American Economic Growth de 1964.
La nouvelle histoire économique se distingue donc de l’histoire “normale”. Elle utilise les méthodes issues de l’histoire quantitative afin d’organiser les preuves, et recourt systématiquement à des théories lui permettant de généraliser des modèles. Un modèle se définit comme suit : c’est “un ensemble de relations logiques formalisées et explicites entre les variables”. Ce développement est rendu possible grâce aux ordinateurs qui rendent les calculs beaucoup moins fastidieux.
Une des erreurs de “l’ancienne” histoire économique est, selon la cliométrie, d’expliquer par une description n’utilisant pas suffisamment les statistiques et les mathématiques. De plus, les historiens semblent toujours répéter les mêmes techniques pour résoudre des problèmes parfois très différents et recourent à des termes ayant plusieurs significations, alors que la science tend à réduire ces significations et à les standardiser.
Aujourd’hui, certains spécialistes se détournent de cette nouvelle histoire économique qu’ils jugent trop peu performante.

### Histoire économique aujourd'hui
Entre les années 1980 et 1990, avec la disparition de certains modèles marxistes et structuralistes, les branches de l’Histoire vont se multiplier (histoire politique, biographie, etc.) et interagir avec les sciences sociales ; ce qui transforme le cadre de l’histoire économique qui se diversifie quelque peu. On peut citer, à titre d'exemples, l’économie néo-institutionnelle, l’économie des conventions ou encore la nouvelle sociologie économique. Cette multiplication des sous-disciplines de l’histoire économique est caractéristique de l’éclatement actuel des différents courants historiques.
Actuellement, cette discipline semble plus que jamais divisée : la cliométrie reste la référence dans les pays anglo-saxons tandis que sur le continent européen, les départements universitaires consacrés à l’histoire économique ferment les uns après les autres depuis les années 1990. Cette branche semble avoir perdu son attrait dans les institutions scientifiques du continent, principalement face à la prépondérance de l’histoire sociale et de ses sous-courants.
C’est particulièrement le cas en France où, après le succès de l’école des Annales et du leadership d'Ernest Labrousse dans les années 1960-1970, on observe un repli sur soi et ses "vieux travers". Ceux-ci pourraient être résumés par un éloignement progressif des contacts et échanges avec les économistes « purs », un centrisme purement français, une fixation sur des phénomènes micro-économiques et enfin, un manque flagrant de publications en anglais.
Néanmoins, depuis la crise financière de 2008, on note un regain d’intérêt pour l’histoire économique, principalement pour l’histoire des systèmes financiers. De plus, le dialogue, longtemps rompu entre historiens et économistes, semble reprendre face à l’émergence de courants favorisant l’interdisciplinarité tels que l’histoire de longue durée ou de long terme ou encore l’histoire connectée et globalisée. En outre, on voit de plus en plus d'historiens de l'économie de premier plan comme Nicholas Crafts (LSE), Bob Fogel ou Douglass North (deux prix Nobel d'économie) devenir les conseillers d'institutions économiques comme le FMI, l'OCDE ou l'OIT, prouvant ainsi la reconnaissance de cette discipline dans les plus hautes sphères des institutions internationales.

## Sources et méthodes de l'histoire économique

### Sources de l’histoire économique
Les sources de l'histoire économique sont multiples et proches de celles de l'histoire en général :
- l’archéologie et la numismatique (études des monnaies) sont les principales sources pour l'histoire ancienne ;

- les sources de la démographie historique, comme les registres paroissiaux, les documents d'État-civil, les registres de notariats et d'ordres hospitaliers, etc. sont utilisées pour la connaissance des populations ;

- les séries compilées de prix, données de douanes, mouvements de navires, production des sites de fabrication, etc. permettent de constituer des séries statistiques de tous ordres ;

- les documents publics ou privés, comme les chartes, traités, lois, règlements, accords, contrats, livres de comptes, livres de gages, etc. ;

- les sources de l'activité bancaire et financière, etc.

### Méthodes de base de l'historien
Comme toute branche de l'histoire, l'histoire économique recourt à toutes les méthodes traditionnelles de l'historien, à savoir la recherche de sources et leurs critiques (démarche heuristique).

### Méthodes issues de la discipline économique
L’utilisation des méthodes et des lois propres à la discipline économique comme les mathématiques, l’économétrie (« l'étude des phénomènes économiques à partir de l'observation statistique des grandeurs pertinentes pour décrire ces phénomènes ») ou les statistiques s’appliquent ici à la critique historique. Toutefois, il faut savoir qu’il n’existe pas de lois ou de règles en économie qui soient valables pour toutes les périodes de l’histoire.

## Quelques spécialistes de l'histoire économique
International
- Adam Smith  (1723-1790)
- Adam Tooze (1967 - …)
- Alexander Gerschenkron (1904 – 1978)
- Alfred Chandler (1918 – 2007)
- Anna Schwartz (1915-2012)
- André Gunder Frank (1929 – 2005)
- Angus Maddison (1926 – 2006)
- Barry Eichengreen (1952 - …)
- Ben Bernanke (1953-…)
- Carl Menger (1840 – 1921)
- Carlo Maria Cipolla (1922 – 2000)
- Charles Kindleberger (1910 – 2003)
- Claudia Goldin (1946 - …)
- David Landes (1924 – 2013)
- Deirdre McCloskey (1942 - …)
- Douglass North (1920 – 2015)
- Earl J. Hamilton (1899-1989)
- Eli Heckscher (1879 – 1952)
- Eric Hobsbawm (1917 – 2012)
- Francesco Boldizzoni (1979 - …)
- Friedrich List (1789 – 1846)
- Friedrich Bruno Hildebrand (1812 – 1878)
- Jan de Vries (1943 - …)
- Jared Diamond (1937-...)
- Jean-François Bergier (1931 – 2009)
- Harold Innis (1894 – 1952)
- Herman Van der Wee (1928 - …)
- Immanuel Wallerstein (1930 – 2019)
- Joseph Schumpeter (1883 – 1950)
- Karl Knies (1821 – 1898)
- Karl Marx (1818-1883)
- Karl Polanyi (1866 – 1964)
- Max Weber  (1864-1920)
- Milton Friedman (1912 – 2006)
- Moses Abramovitz (1912 -2000)
- Nathan Nunn (1974 - …)
- Niall Ferguson (1964 - …)
- Nicholas Crafts (1949 - …)
- Patrick O'Brien (1932 -…)
- Phyllis Deane (en) (1918 – 2012)
- Ralph Andreano (1929 - …)
- Richard Henry Tawney (1880-1962)
- Robert C. Allen (1947 - …)
- Robert Fogel (1926 – 2013)
- Robert Skidelsky (1939 - …)
- Sven Beckert (1965 -...)
- Thomas Piketty (1971-...)
- Thomas Southcliffe Ashton (1889 – 1968)
- Wilhelm Roscher (1817 – 1894)
- William Nelson Parker (1919 – 2000)

Francophone
- Emmanuel Le Roy Ladurie (1929 - 2023)
- Ernest Labrousse (1895 – 1988)
- Fernand Braudel (1902 – 1985)
- Henri Pirenne (1862 – 1935)
- Jean-Claude Daumas (1950 - …)
- Marc Bloch (1886 – 1944)
- Paul Bairoch (1930 – 1999)

## Les disciplines apparentées à l'histoire économique
Les deux branches principales de l'histoire économique sont :
- L'histoire des faits économiques
- L'histoire des idées (ou de la pensée) économiques

Mais, on recense aussi de nombreuses disciplines apparentées :
- Géographie économique, géographie humaine
- Démographie historique, histoire des migrations
- Histoire sociale
- Histoire du capitalisme
- Histoire de l’entreprise
- Histoire de l'agriculture
- Histoire de l'industrie
- Histoire des techniques
- Histoire des transports
- Histoire des prix
- Histoire de la monnaie, histoire de la banque, histoire de la comptabilité
- Histoire des entreprises
- Histoire des syndicats
- Histoire du droit